# Theridion albidorsum
Theridion albidorsum là một loài nhện trong họ Theridiidae.
Loài này thuộc chi Theridion. Theridion albidorsum được Embrik Strand miêu tả năm 1909.